# Pavlovca, Briceni
Pavlovca este un sat din cadrul comunei Larga din raionul Briceni, Republica Moldova.
În sat se află un parc, iar între Pavlovca și Larga se întinde o alee de tei — ambele monumente de arhitectură peisagistică.

## Demografie

### Structura etnică
Conform recensământului populației din 2004, satul avea o populație de 18 persoane: 13 moldoveni/români, 4 ucraineni și 1 găgăuz.

## Galerie de imagini

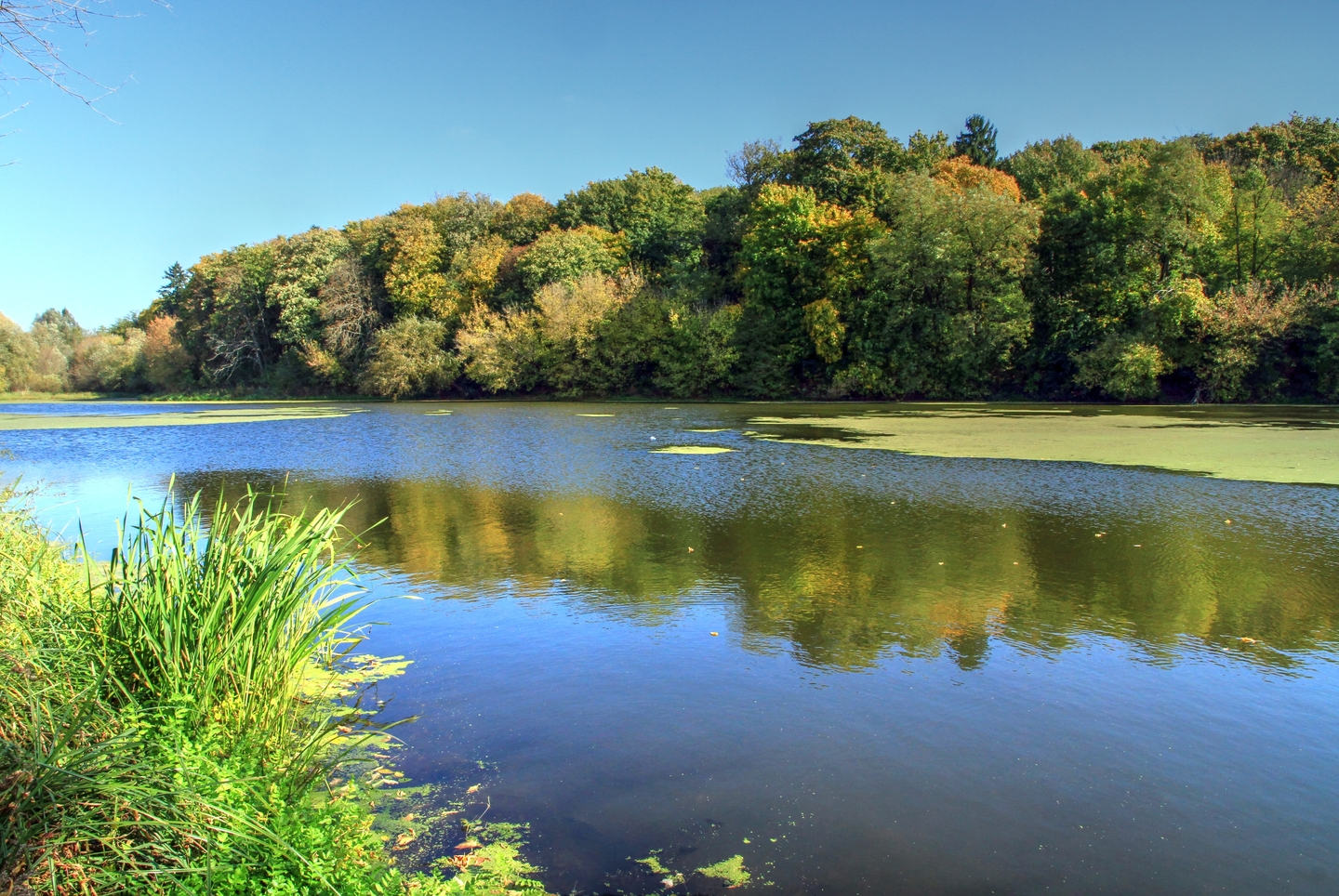
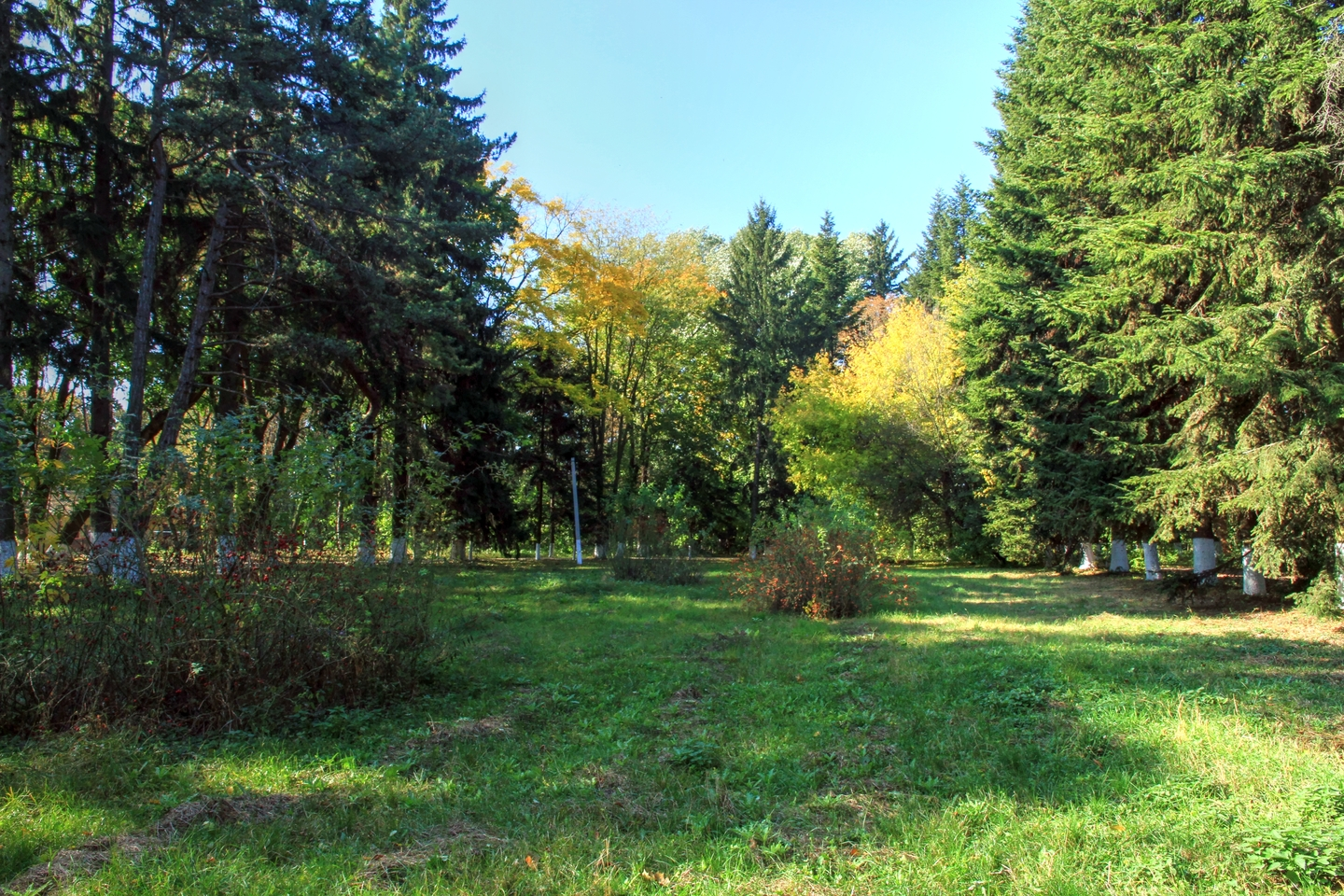
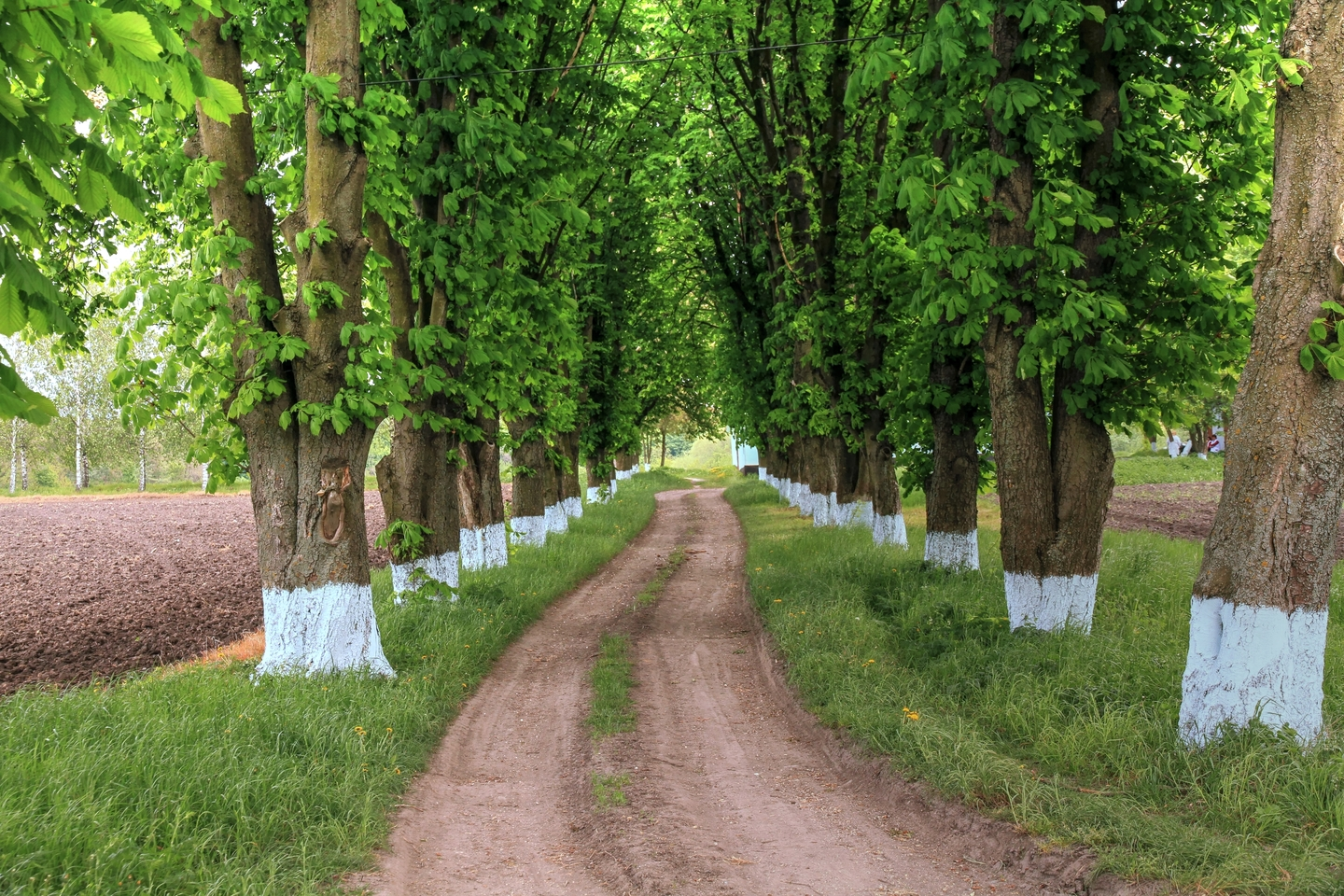
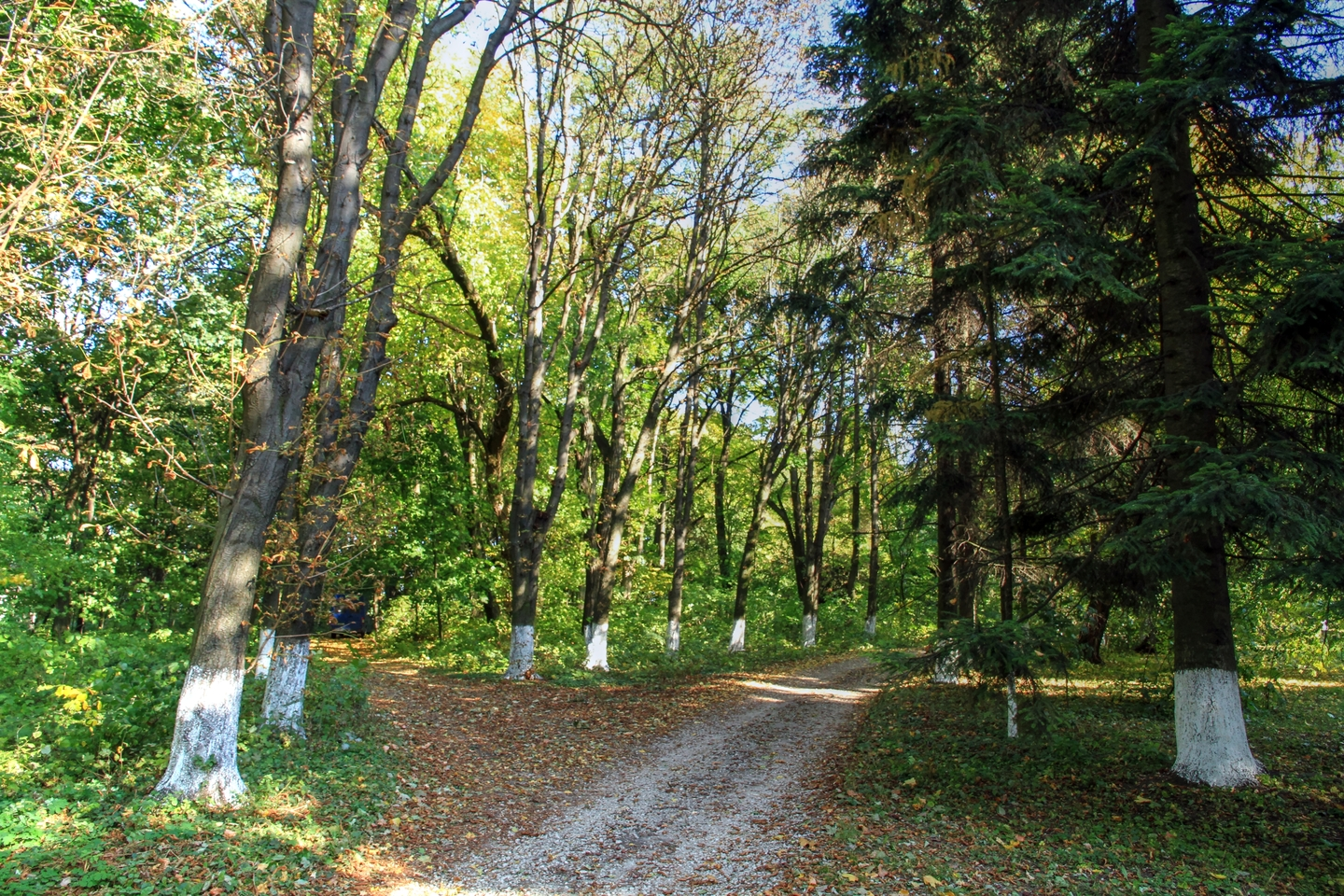
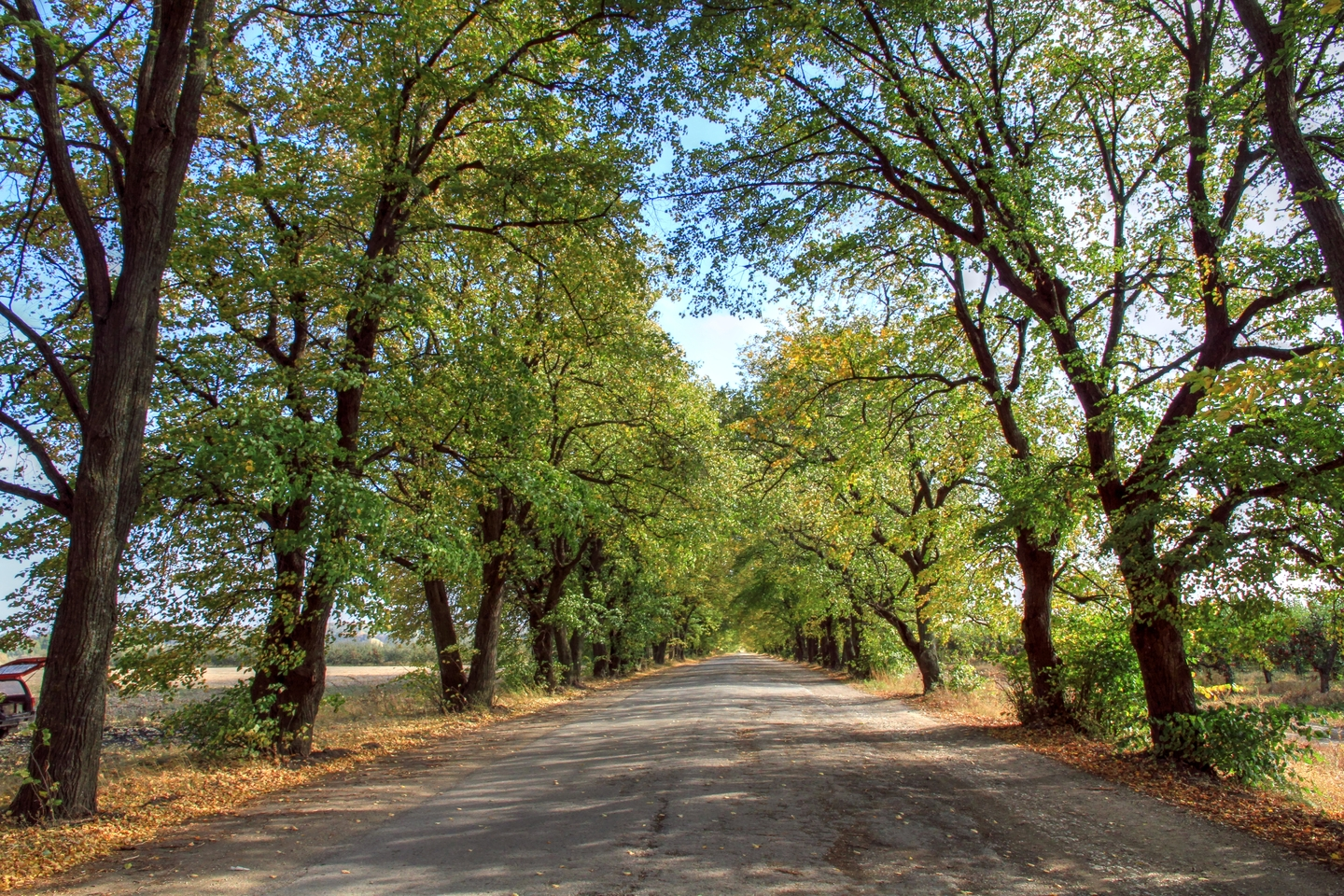

Conacul familiei Krupensky

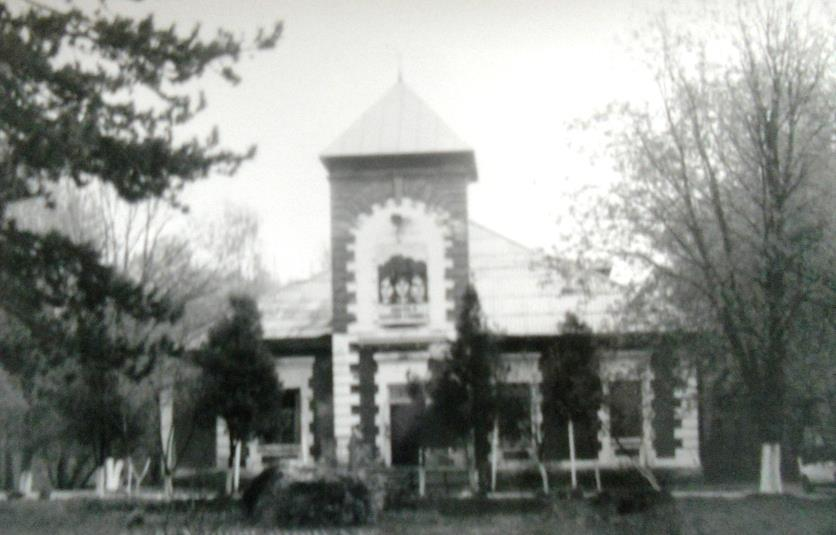
Imagine de epocă.
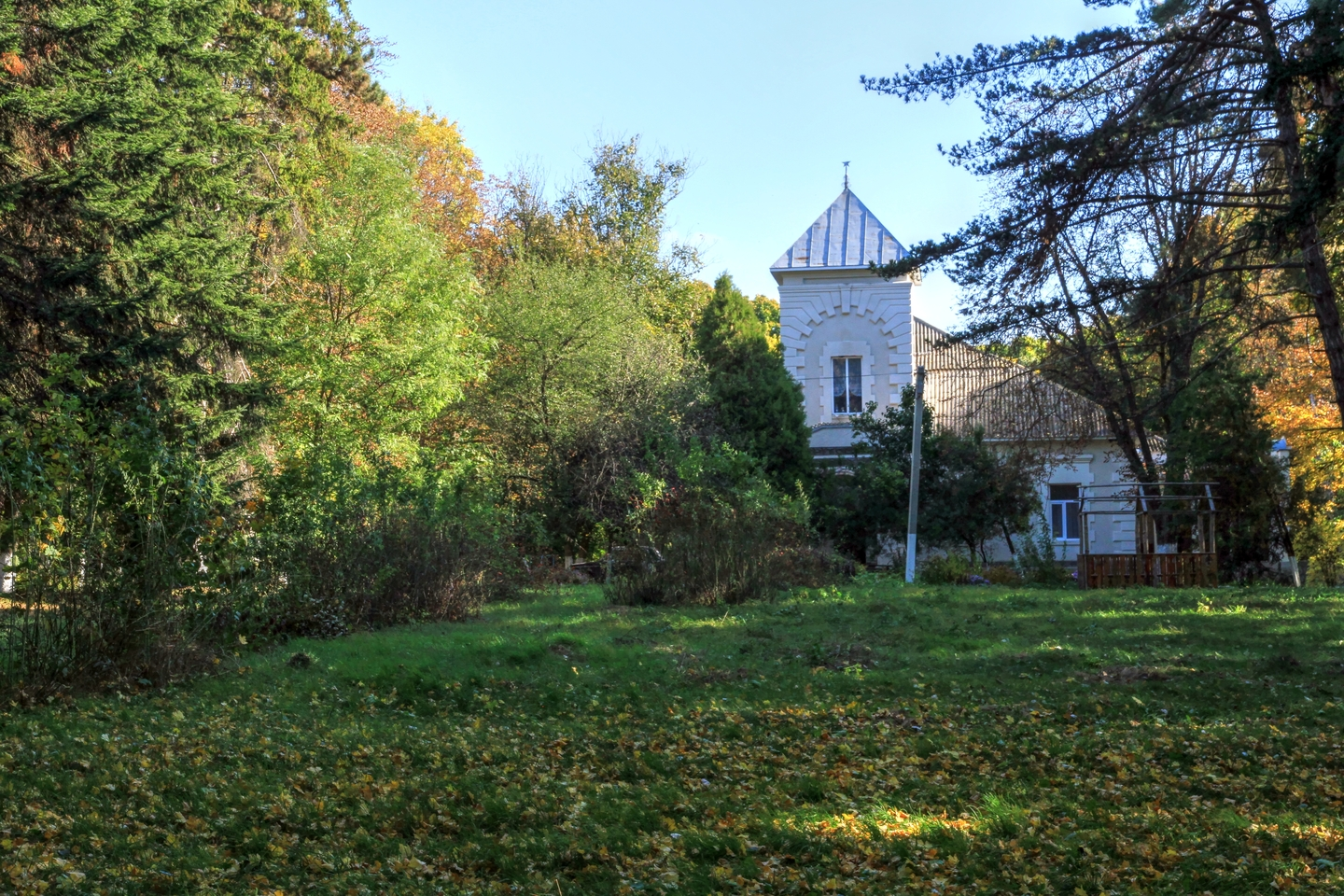
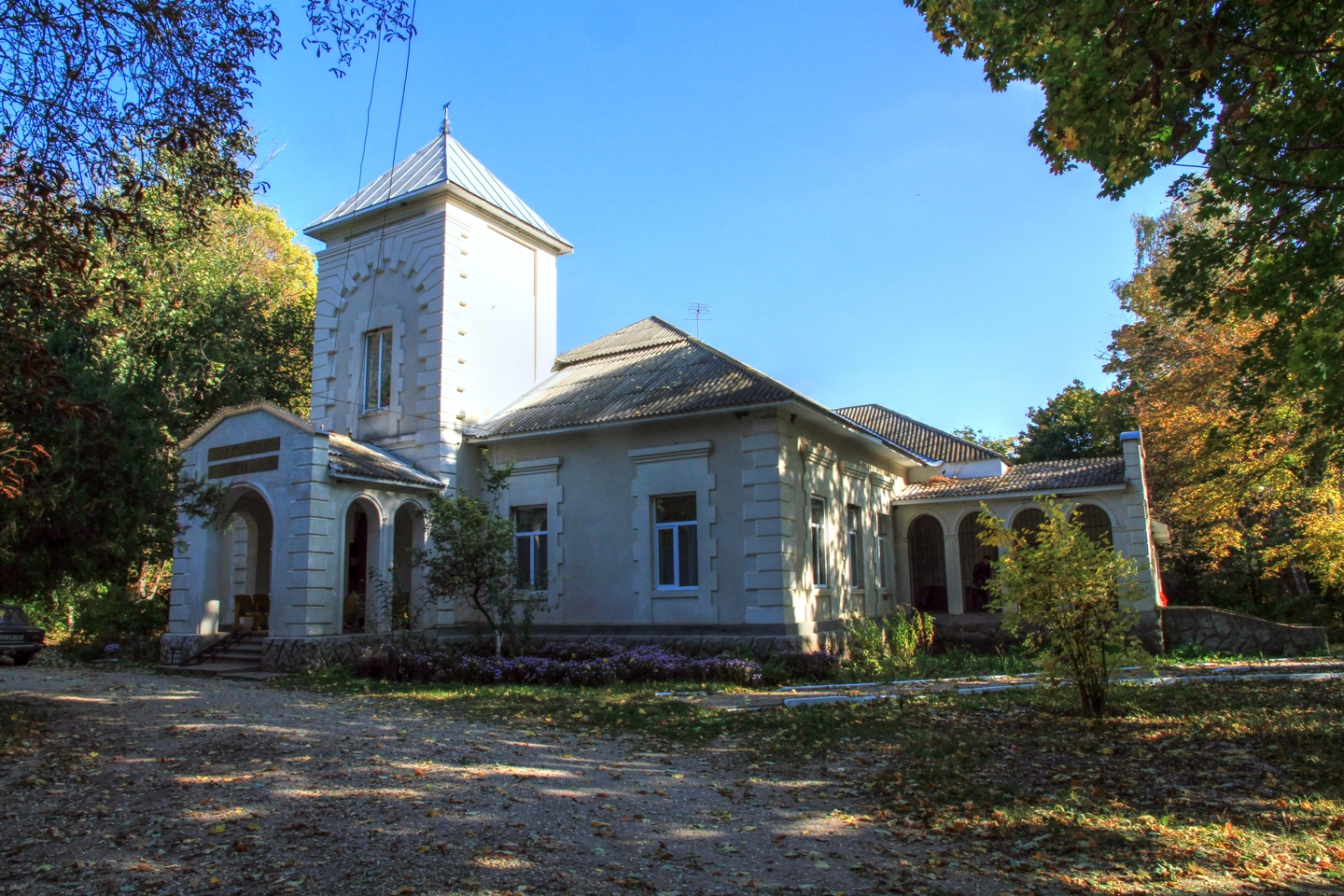
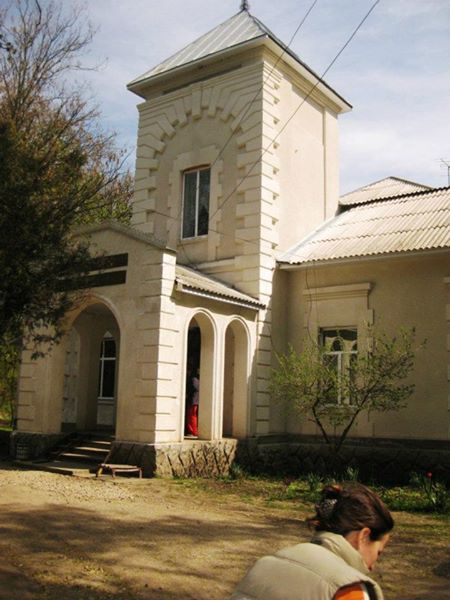
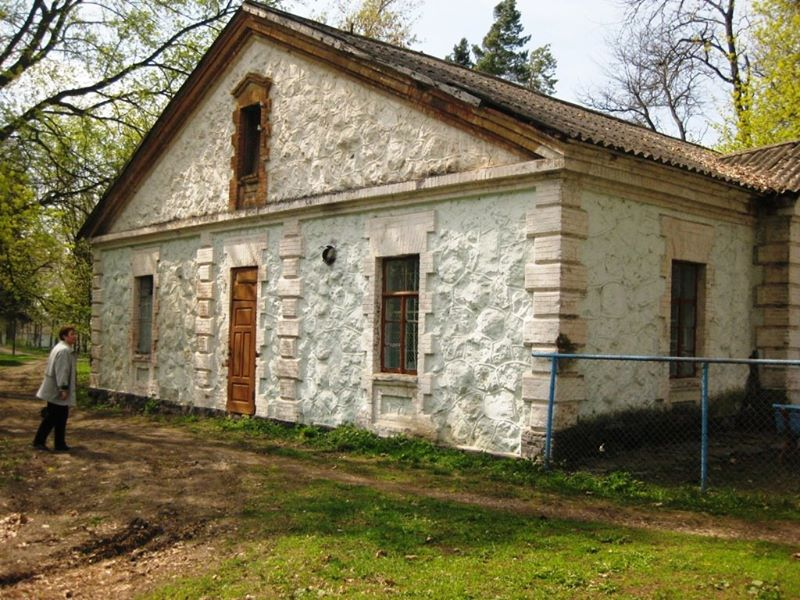

Parcul din localitate